# Эпиген (сын Антифонта)
Эпиген (др.-греч. Επιγένης) — ученик Сократа.
О жизни Эпигена практически ничего неизвестно. Во всей античной литературе Эпигена упоминают лишь Платон в «Апологии Сократа» и «Федоне», а также Ксенофонт в «Воспоминаниях о Сократе». Из них известно, что он был сыном Антифонта из дема Кефисия. С именем Эпигена связаны рассуждения Сократа о необходимости заботиться о собственном теле, после того как философ обратил внимание на слабое телосложение Эпигена, «молодого ещё человека».
Присутствовал на суде над Сократом, а также при, описанном в «Федоне», разговоре Сократа перед казнью с учениками.
Диоген Лаэртский ошибочно назвал отцом Эпигена Критона.